# Criolitionita
La criolitionita és un mineral de la classe dels halurs. Rep el seu nom en al·lusió a la seva relació amb la criolita i el seu contingut en liti.

## Característiques
La criolitionita és un halur de fórmula química Na₃Li₃[AlF₆]₂. Cristal·litza en el sistema isomètric. Es troba en forma de dodecaedres, de fins a 17 centímetres, els quals poden mostrar {112}; comunament com agregats granulars gruixuts. La seva duresa a l'escala de Mohs es troba entre 2,5 i 3. És un mineral químicament relacionat amb el grup estructural del granat.
Segons la classificació de Nickel-Strunz, la criolitionita pertany a «03.CB - Halurs complexos, nesoaluminofluorurs» juntament amb els següents minerals: criolita, elpasolita, simmonsita, colquiriïta, weberita, karasugita, usovita, pachnolita, thomsenolita, carlhintzeïta i yaroslavita.

## Formació i jaciments
Es troba pegmatites granítiques. Sol trobar-se associada a altres minerals com: criolita, quars, fluorita, siderita, quiolita, pachnolita, thomsenolita, ralstonita o prosopita. Va ser descobert l'any 1904 al dipòsit de criolita d'Ivittuut, a Sermersooq (Groenlàndia). També ha estat descrita a la pegmatita de Zapot (Nevada, Estats Units), així com a l'óblast de Txeliàbinsk i a la regió dels Urals, a Rússia.